# Antonov An-30
Antonov An-30 este o aeronavă bazată pe celula An-24, cu modificări constructive la cabina echipajului și la partea specială a aeronavei, cu o motorizare de An-26 (motoare AI 24 VT) și elice AV 72 T. Avionul a fost proiectat special pentru aerocartografie.

## În România
România a avut 3 avioane (1103,1104,1105) mai sunt active 2 (1104,1105) toate sunt la Otopeni 

## Operatori 2021
România 2
 Bulgaria 1
 Rusia
 Ucraina 3

## Descriere
An-30 destinat operațiunilor de aerofotogrammetrie, adică de realizare a fotografiilor aeriene de mare rezoluție. Cabina echipajului este modificată, arătând un pic ca cea a celebrului B-747 Jumbo jet, navigatorul fiind mutat chiar în botul avionului, într-o cabină care seamănă cu un acvariu. De asemenea, este prevăzut un loc în plus în echipaj, cel al foto-operatorului, care vizează ținta și face fotografiile. Pe burta avionului, în partea din spate, există o trapă mobilă care se poate deschide, lăsând liberă executarea clișeelor fotografice printr-o lentilă de cristal de mari dimensiuni.

## Caracteristici tehnice

### Date tehnice
- Instalația de forță: două motoare turbopropulsoare Ivchenko AI-24, 2x2820 CP.si un motor turbo reactiv cu o forta de 800kgf.

### Dimensiuni
- Lungimea: 24,8m;
- Înălțimea: 8,32m;
- Anvergura: 29,2m.

### Greutatea
- Greutatea gol: 15100 kg;
- Greutatea maximă la decolare: 23000 kg.

### Armament
- nu

## Echipament

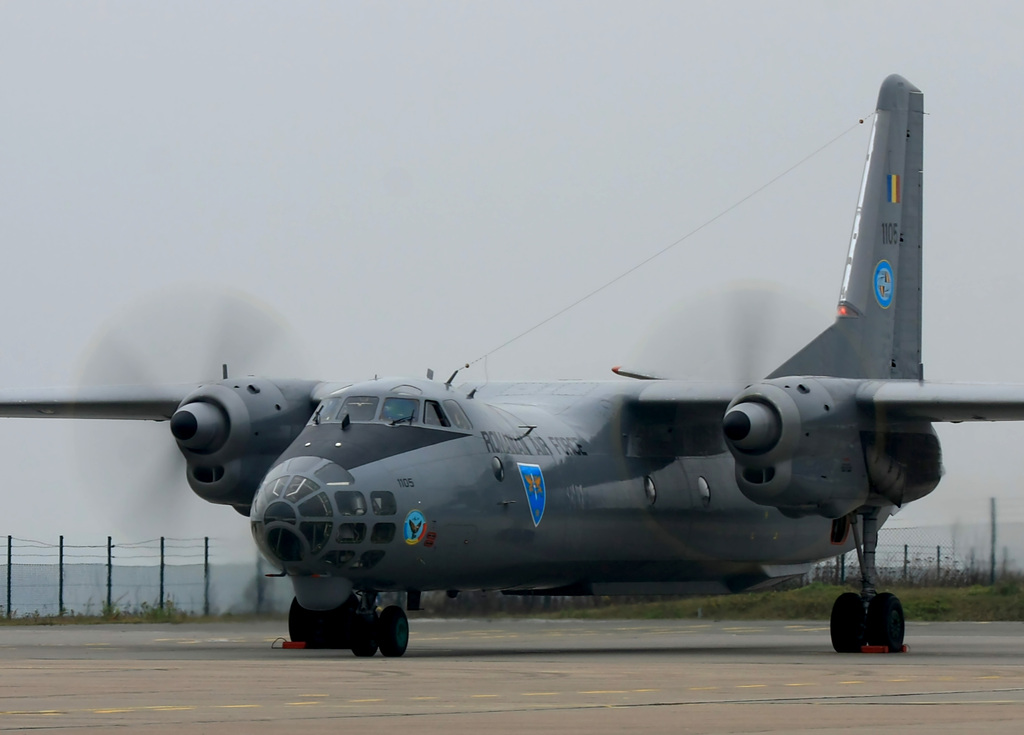
An-30 al Forțelor Aeriene Române pe aeroportul Neubrandenburg din Germania.

### Aparatura fotogrammetrică
- LMK-1000
- WILD-RC-8
- AFA-42/20
- OMERA-33

- Sarcina utilă: 2000 kg (40 de pasageri).
- Echipaj: 6

### Performanțe
- Viteza maximă la nivelul solului: 540 km/h;
- Viteza de croazieră: 450 km/h;
- Plafonul static: 8000m.